# Чентола
Чѐнтола (на италиански: Centola; на неаполитански: Cendula, Чендула) е градче и община в Южна Италия, провинция Салерно, регион Кампания. Разположено е на 336 m надморска височина. Населението на общината е 5004 души (към 2010 г.).